# Mesoleptus rufiventris
Mesoleptus rufiventris là một loài tò vò trong họ Ichneumonidae.